# ¿Quién a quién?
¿Quién a quién? (en ruso: кто кого?: , Kto kogo? [kto.kɐˈvo]) es un principio o eslogan bolchevique formulado por Lenin en 1921.
Lenin habría supuestamente declarado en el Segundo Congreso Panruso de Departamentos de Educación Política, el 17 de octubre de 1921: 

Весь вопрос—кто кого опередит? 
La cuestión última es: ¿quién derrotará a quién?

León Trotski utilizó la versión acortada "quién a quién" en su artículo de 1925 "¿Hacia el capitalismo o hacia socialismo?"
Iósif Stalin utilizó la versión acortada en 1929, en un discurso frente al Comité Central del Partido Comunista de la Unión Soviética, y dio a la fórmula su "aura de coerción severa", mientras que la frase de Lenin indicaba una disposición para aceptar la competición económica.

El hecho es, vivimos según la fórmula de Lenin Kto–Kovo?: ¿golpeamos a los capitalistas y les damos (como lo expresó Lenin) la batalla final y decisiva, o nos golpearán ellos a nosotros?

Se convirtió en la fórmula que describe la inevitabilidad de la lucha de clases, es decir, quién (cuál de los dos antagonistas) dominará el otro.
Según esta visión, todas las negociaciones y las promesas entre enemigos son solo expedientes y maniobras tácticas en la lucha para la dominación.